# English Gardner
English Gardner (Voorhees, 22 aprile 1992) è una velocista statunitense.

## Palmarès
| Anno | Manifestazione  | Sede           | Evento      | Risultato  | Prestazione | Note                                     |
| ---- | --------------- | -------------- | ----------- | ---------- | ----------- | ---------------------------------------- |
| 2013 | Mondiali        | Mosca          | 100 m piani | 4ª         | 10"97       |                                          |
| 2013 | Mondiali        | Mosca          | 4×100 m     | Argento    | 42"75       |                                          |
| 2015 | Mondiali        | Pechino        | 100 m piani | Semifinale | 11"13       |                                          |
| 2015 | Mondiali        | Pechino        | 4×100 m     | Argento    | 41"68       | Miglior prestazione personale stagionale |
| 2016 | Giochi olimpici | Rio de Janeiro | 100 m piani | 7ª         | 10"94       |                                          |
| 2016 | Giochi olimpici | Rio de Janeiro | 4×100 m     | Oro        | 41"01       | Miglior prestazione personale stagionale |
| 2017 | World Relays    | Nassau         | 4×100 m     | Finale     | dnf         |                                          |
| 2019 | Mondiali        | Doha           | 100 m piani | Semifinale | dnf         |                                          |
| 2021 | Giochi olimpici | Tokyo          | 4×100 m     | Argento    | 41"45       | [ 1 ]                                    |

## Campionati nazionali
- 2 volte campionessa nazionale dei 100 metri piani (2013, 2016)